# Chalice

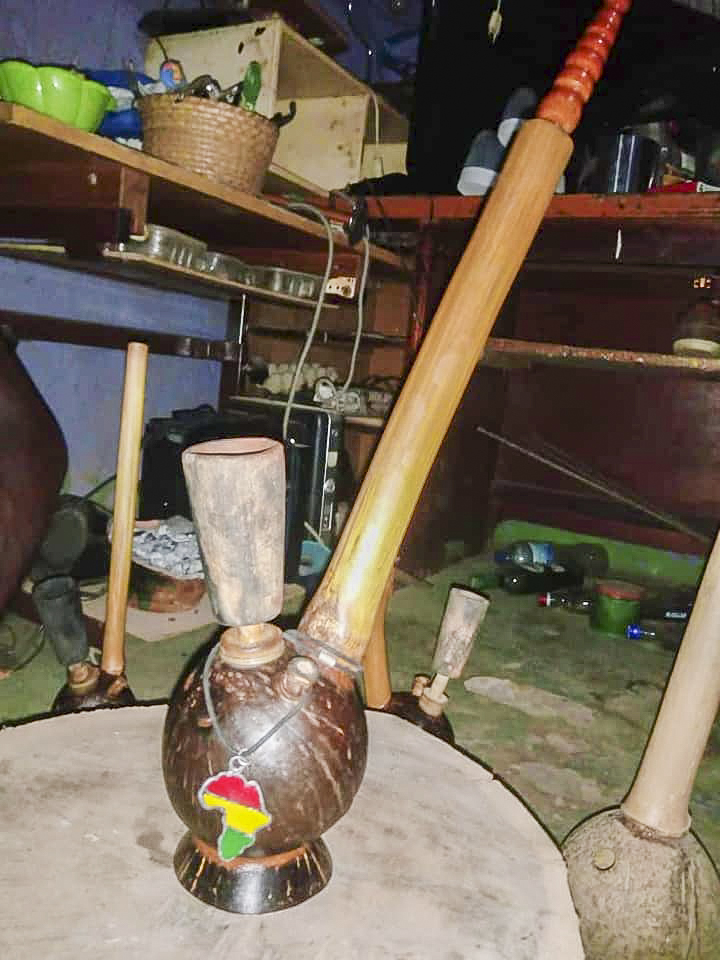
Chalice en Banjul, Gambia.

En el movimiento rastafari, un chalice (pronunciación en inglés: /ˈtʃalɪs/ «cáliz»), chalwa o chali es un tipo de narguile para fumar cannabis, que dispone de una manguera desde la cual se inhala, y agua en su interior para enfriar y filtrar el humo. En Jamaica son comunes los chalice hechos con coco. La manguera o tubo también sirve para refrigerar algo más el aire al hacer la calada.
A veces se le conoce como wisdom chalice («cáliz de la sabiduría») o chillum chalice. La palabra chalice también puede hacer referencia a la marihuana misma. Los rastafaris valoran esta planta por motivos religiosos, ya que creen que es un regalo del dios Jah. Se dice la expresión lick the chalice («lamer el cáliz») para referirse a un rasta en comunión con Jah (I'n'I). Un grupo de practicantes se reúne para orar conjuntamente y prender el chalice, turnándoselo en sentido contrario a las agujas del reloj y compartiéndolo entre todos.
A veces, se nombra chalice a un chilum parecido a un bong, es decir, que está equipado con una cámara de filtración de agua. Esta denominación se basa en una cita bíblica del libro Deuteronomio. Se dan las gracias y se honra a Jah antes de fumar el chillum.